# دوبوي

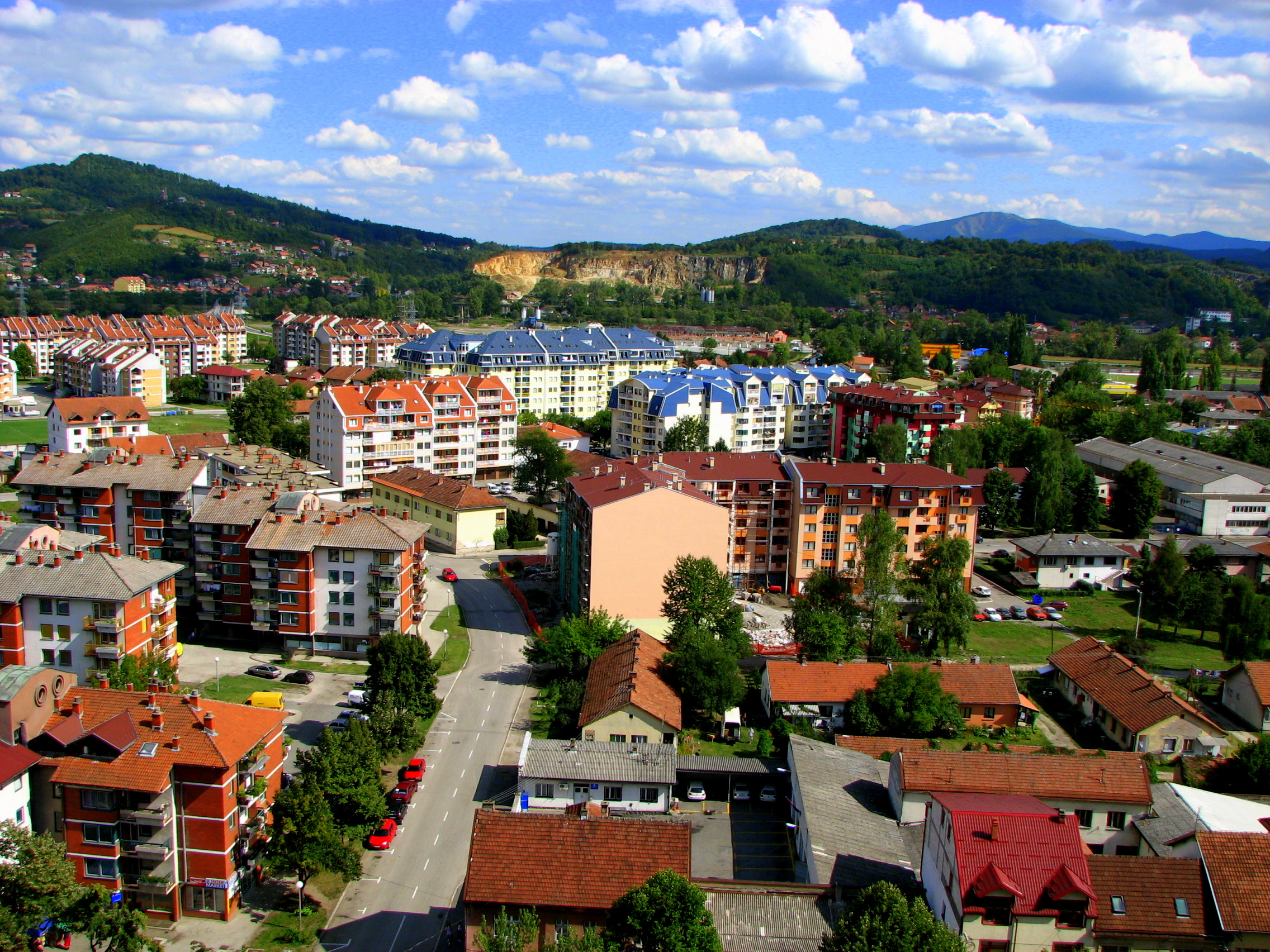

دوبويهي مدينة المرتبطة في شمال شرق البوسنة والهرسك. وهي تقع في كيان جمهورية صربسكا عدد سكانها71,441 نسمة

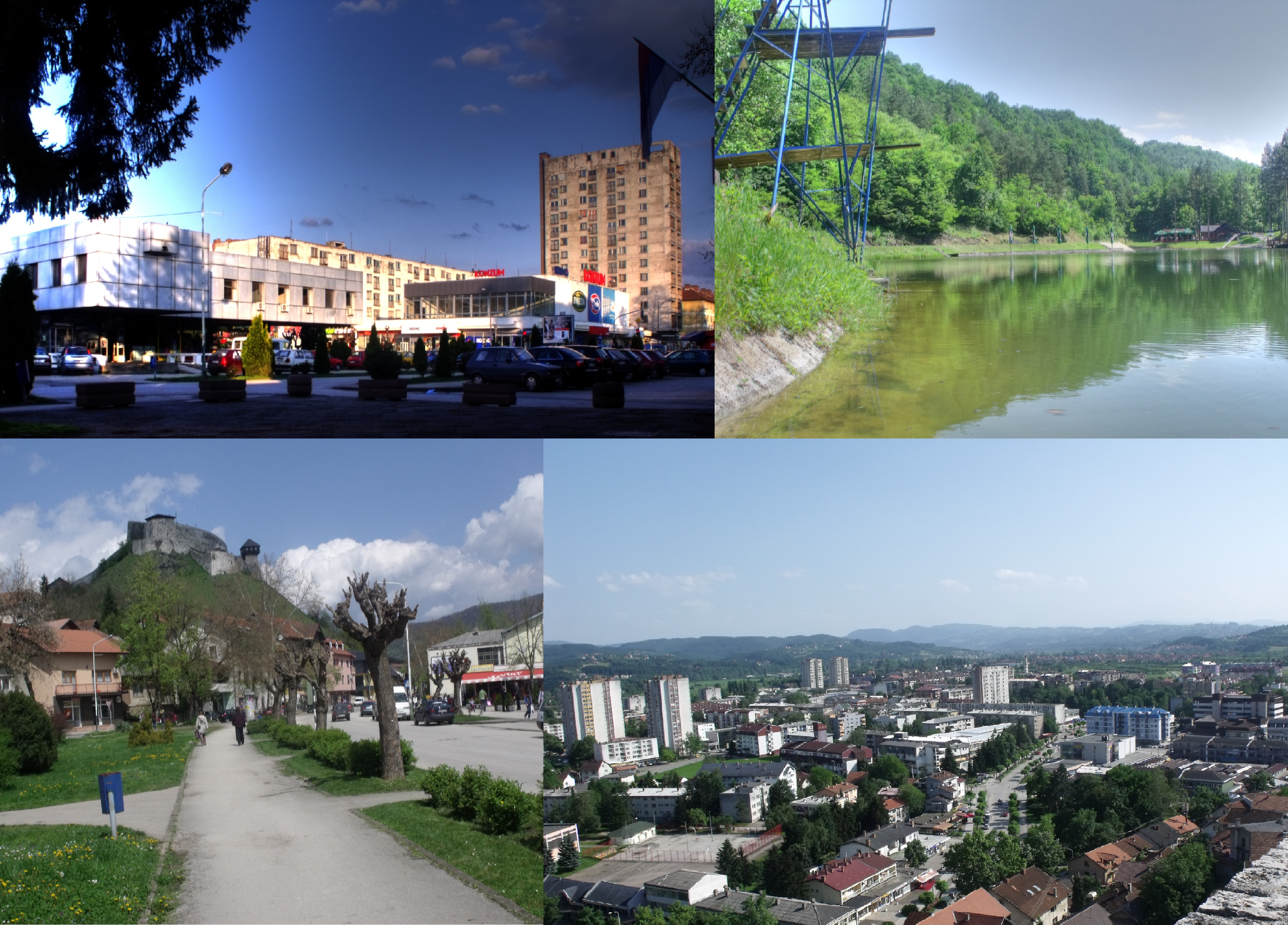

## اقتصاد
كمركز للسكك الحديدية، قبل الحرب البوسنية، ركزت دوبوي على جزء كبير من أنشطتها الصناعية حوله. وعلاوة على ذلك، فهي، بوصفها مركزا إقليميا، موطنا لعدد من المصانع، التي أصبحت الآن مفلسة في معظمها من سوء الإدارة أو خصخصة، بما في ذلك مصنع "بوكانكا دوبوي"، وهو مصنع للفاكهة والخضار؛ "ترودبنيك"، صانع ضواغط الهواء والمعدات، الخ. في الوقت الحاضر، معظم الاقتصاد، على غرار بقية البلاد ونموذجية من سوء التنفيذ الانتقال من الاقتصاد الذي تسيطر عليه الدولة لاقتصاد السوق، ويستند حول صناعة الخدمات. ارتفاع معدلات البطالة في عام 1981، كان نصيب الفرد من الناتج المحلي الإجمالي في دوبوي 53٪ من المتوسط اليوغوسلافي.

## توأمة
لدوبوي اتفاقيات توأمة مع كل من:
- تسليه
- Ćuprija [الإنجليزية]‏
- كافاليا

## أعلام
- عزت سارايلتش
- فخر الدين أوميروفيتش
- ألكساندر جوريتش
- دانييل شاريش
- أوغنين كوزميتش